# Microcastle
Microcastle – trzeci album amerykańskiej grupy rockowej Deerhunter, wydany w 2008 roku przez Domino Recording Company. Po wycieku do internetu w sierpniu tegoż roku (płyta stała się dostępna na iTunes), fizyczne kopie albumu zostały wydane 28 października 2008, tego samego dnia, co Weird Era Cont. Materiał z drugiej płyty miał być rekompensatą dla fanów, którzy kupią oryginalny album i został nagrany już po sesjach do „Microcastle”.
W USA płytę wydało Kranky Records, a w Europie – wytwórnia 4AD.

## Recenzje
Krytycy przyjęli album pozytywnie i często umieszczali go na listach podsumowujących 2008 rok. Na stronie Metacritic płyta otrzymała 81 punktów na 100 możliwych. Strona Acclaimedmusic.net, podsumowująca rankingi krytyków plasuje płytę na 5. miejscu najlepszych z 2008 roku.
Strona muzyczna The Hype Machine nazwał krążek 11. najlepszym w roku. Pitchfork Media bardzo pozytywnie oceniła „Microcastle”, umieszczając go na 5. miejscu listy najlepszych płyt 2008 roku i 50. listy albumów dekady. Singiel „Nothing Ever Happened” znalazł się na 6. miejscu najlepszych utworów roku i 81. dekady tej samej strony.

## Lista utworów
Piosenki napisane i skomponowane przez Bradforda Coxa, wyjątki podano w nawiasie. Utwory 6-8 są częścią suitą.
1. "Cover Me (Slowly)" (Cox, Pundt) - 1:21
2. "Agoraphobia" (Pundt) - 3:22
3. "Never Stops" - 3:04
4. "Little Kids" (Cox, Pundt) - 4:22
5. "Microcastle" - 3:40
6. "Calvary Scars" - 1:37
7. "Green Jacket" - 2:09
8. "Activa" - 1:49
9. "Nothing Ever Happened" (Fauver, Archuleta) - 5:50
10. "Saved by Old Times" - 3:50
11. "Neither of Us, Uncertainly" (Pundt) - 5:25
12. "Twilight at Carbon Lake" - 4:24

## Pozycje na listach
- Billboard 200: #123[16][17]
- Billboard Independent Albums: #14[17]
- Top Heatseekers: #1[17]

## Personel
Deerhunter
- Moses Archuleta - perkusja
- Bradford J. Cox - gitara, wokal
- Joshua Fauver – gitara basowa
- Lockett Pundt - gitara, wokal w utworach "Agoraphobia" i "Neither of Us, Uncertainly"

Dodatkowi muzycy
- Cole Alexander - montaż wokali w "Saved By Old Times"[18]
- Nicolas Vernhes - SK-1 w "Agoraphobia"

Technicy
- Joe Lambert - mastering
- Nicolas Verhes - producent, inżynier